# Xanthoconium montaltoense
Xanthoconium montaltoense är en svampart som beskrevs av Wolfe 1987. Xanthoconium montaltoense ingår i släktet Xanthoconium och familjen Boletaceae.   Inga underarter finns listade i Catalogue of Life.